# Falcom Sound Team jdk
Falcom Sound Team jdk是日本Falcom公司的专用音乐团队，由Falcom社员石川三惠子创立于1989年。最初在1989年发售的《STAR TRADER》制作名单中以“J.D.K.”名义登场，随后为防止与J.D.K.BAND混淆而写作“Falcom Sound Team J.D.K.”，1995年后改写为“Falcom Sound Team jdk”。
Falcom Sound Team jdk成立于古代祐三退社之后，最初成员只有石川三惠子一人，之后才陆续有川合将明、白川篤史等新成员加入。成立之后，Falcom游戏全部配乐作曲与编曲皆以“Falcom Sound Team jdk(J.D.K.)”名义发表，不再公开单个曲目创作者的署名，许多Falcom社团的粉丝都对此抱有成见。
需要注意的是，Falcom Sound Team jdk与1990年成立的乐队J.D.K.BAND是两个不同的团队，后者的活动以提供专辑和参加音乐公演为主，其乐队成员并非Falcom社员，也不参与任何Falcom游戏音乐作曲。

## 历代成员
包括在籍和曾经在籍的成员，小括号内为在籍时所用名称，大括号内为爱称。排名不分先后。（由于信息公开限制，以下内容不可避免地会有所缺漏）
- 石川三惠子 - 第一任队长
- 川合将明
- 天門（白川篤史）｛白藏｝
- まつもとひろし（松岡博文） - 第二任队长
- 高橋俊弥
- 中島タケオ（中島勝）｛｝
- 金田直樹｛｝
- 綱島貴博｛｝
- 新井智
- 園田隼人｛S｝ - 第三任队长
- 小原要
- 松村弘和
- 石橋渡
- 服部麻衣子
- 村山貴英
- 宇仁菅孝宏
- 竹下遼｛｝
- 籾山紗希｛｝
- 大崎政範
- 萩生田朋克
- 橋本鍾愛

## 相关信息公开限制

### 概述
由于日本Falcom总公司对媒体舆论方面的考量，绝大多数情况下，日本Falcom官方并不会在公开场合对外宣称特定旗下游戏作品中的特定曲目的作曲、编曲人员的具体姓名。而只是泛泛而谈地统一宣称Falcom Sound Team jdk——这便是Falcom Sound Team jdk信息公开限制。

### 前因后果
仅以人员数量而言，日本Falcom是一家规模较小的公司，人数最多时不超过60人，一般情况下为50人左右。
日本Falcom游戏公司高层为了防止人员流失，进而导致外界对公司内部人员业务能力的猜疑，从而使得投资方疑虑、影响公司业务开展，做出了限制在职员工成名的相关举措。
起初，日本Falcom公司并未进行严格的信息管制，随着此公司的发展，问题逐渐暴露：在上世纪80年代，日本Falcom公司人才大量外流，最极端时，除社长本人外，公司仅余三人——两位程序员和一位音乐工作人员，这极大地影响了日本Falcom公司的业务开展，于是公司社长开始采取一些措施，比如：限制Falcom Sound Team jdk相关成员的著作署名权，进而限制在职员工成名。
由于多方团体的工作（内部知情人士、曾在职人员、民间个人团体组织的研究）目前，绝大多数有关Falcom Sound Team jdk的信息已被暴露在阳光之下，但仍无法排除有部分内幕消息仍未被曝光的可能。